# Alina Bercu
Alina Elena Bercu (n. 9 februarie 1990, Câmpina) este o pianistă română.

## Copilărie și studii
S-a născut la Câmpina în 1990 și a început studiul pianului la vârsta de 7 ani cu profesoara Magdalena Toma. 
În toamna anului 1999 se stabilește la Brașov pentru a studia pianul în cadrul Universității Transilvania - Facultatea de Muzică la clasa renumitei profesoare Stela Drăgulin. Sub îndrumarea acesteia Alina a debutat pe scena concertistică la vârsta de 9 ani.
În 2006, la numai 16 ani, Alina Bercu a fost admisă la Universitatea de Muzică „Franz Liszt” din Weimar (Germania) la clasa profesorului Grigory Gruzman. A urmat în paralel pregătirea învățământului liceal la Colegiul Național Andrei Șaguna din Brașov (2006-2009).
Din toamna anului 2011, urmează cursurile de Masterat în cadrul Universității de Muzică din Nürnberg sub îndrumarea profesorului Wolfgang Manz. 
A participat la numeroase cursuri de Măiestrie Artistică susținute de muzicieni de renume cum sunt: Karl-Heinz Kämmerling, Leslie Howard, Andras Schiff, Menachem Pressler, Lory Walfish, Rudolf Buchbinder.

## Premii
Este laureată a mai multor concursuri naționale și internaționale:
- Premiul I și Premiul publicului Steinway & Sons, Hamburg (Germania, 2002)
- Marele premiu și Medalia de aur la secțiunile „solo” și „concerto” la concursul World Piano Competition, Cincinnati – Ohio (2004)
- Premiul special acordat de Ministerul Afacerilor Externe pentru Promovarea României prin cultură (2004)
- Marele Câștigător la faza națională al concursului „Eurovision Young Musicians”, București (2006)
- Locul 4 la Eurovision Young Musicians 2006 Viena, Alina reușind astfel să aducă calificarea României pentru prima dată în finala acestui concurs european.
- Premiul III la Concursul Internațional de pian „A.M.A.Calabria” din Lamezia Tereme(Italia-Mai 2007)
- Laureata a Concursului Internațional de pian „Clara Haskil” Vevey (Elveția-Septembrie 2007). "Clara Haskil" este una dintre prestigioasele competiții înscrise și recunoscute de Federația Mondială a Concursurilor Internaționale de Muzică (www.fmcim.org)
- Premiul III la Concursul Internațional de muzică de cameră „Premio Trio di Trieste” (Italia- Mai 2011) cu formația „Duo Enescu” împreună cu renumitul violonist Dragoș Mânza. Pentru prestația artistică a celor doi tineri muzicieni, „Duo Enescu” a obținut si Premiul Special al CEI [nefuncțională]

## Activitate artistică
De-a lungul celor 12 ani de carieră a susținut peste 200 de concerte, a realizat transmisiuni directe cu posturi Radio și TV, dintre care amintim NBC-SUA, Eurovision, Telepace-Italia, METRO TV-Indonezia și TVR Cultural, înregistrări CD inclusiv pentru Fonoteca de Aur a Radiodifuziunii Române, Fuga Libera-Belgia. 
A evoluat pe renumite scene din Europa, America și Asia ( Ateneul Român, Studioul Mihail Jora, Sala Mare a Palatului-București, Tonhalle-Düsseldorf, Teo Otto Theater-Remscheid, Prinzregententheater-Munchen, Musikhalle-Hamburg, Auditorium-Roma, Tonhalle-Zürich, Théâtre du Vevey, Carnegie Hall-New York) împreună cu mari ansambluri simfonice din țară (Orchestra “George Enescu” și Orchestra “Sinfonia” din București, Orchestrele filamonicelor de stat din Brașov, Iași, Ploiești, Sibiu, Tg. Mureș, Cluj, Timișoara, Oradea, Pitești, Bacău) precum și din străinătate (“Bergische Symphoniker”-Remscheid și “Mozart Orchester”-Hamburg /Germania, Filarmonica de Stat din Viena, “Gesellschaft Orchestra”-Zurich și Orchestra de Cameră din Laussane/Elvetia, “Gulf Coast Symphony”–Mississippi/SUA, Limburgs Symfonie Orkest-Roermond/Olanda) alături de mari maeștri ai baghetei: Sergiu Comissiona (SUA), Misha Katz (Franta), Romely Pfund, Robert Stehli (Germania), Jan Stulen, Theo Wolters (Olanda), Paolo Arrivabeni (Italia), John Wesley Strickler (SUA), Ilarion Ionescu Galați, Horia Andreescu, Emil Simon, Vlad Conta, Paul Popescu, Petre Sbarcea, Florin Totan, Dan Chirilă, Radu Popa, Ludowic Bacs (Romania).
Multe din aparițiile ei scenice au fost legate de evenimente speciale:
- „Concert de Anul Nou” sustinut la Tonhalle Zurich, Elveția (Ianuarie2009)
- „Concert Aniversar” cu prilejul împlinirii a 80 de ani de emisie radio, susținut in Studioul Mihail Jora al Societatii Române de Radiodifuziune (Octombrie 2008)
- „Concert Simfonic Extraordinar” cu prilejul aniversării a 130 de ani de la înființarea Filarmonicii de Stat "Gheorghe Dima" din Brașov (Martie 2008)
- Concert Aniversar cu prilejul împlinirii a 100 de ani de existența a Clubului Rotary Internațional / Ateneul Român,București ( Martie 2005)
- Concertul simfonic "Mozart and more..." Biloxi / SUA ( Noiembrie 2004),
- Concertul de inchidere al Festivalului International "Toamna Muzicală Clujeană" (Octombrie 2004),
- Concert Extraordinar cu prilejul Zilei Naționale a României împreună cu Orchestra Națională Radio susținut la Roma (Decembrie 2003)
- Concert Jubiliar cu prilejul aniversării a 125 de ani de la înființarea Filarmonicii de Stat "Gheorghe Dima" din Brașov (Iunie 2003),
- Gala Laureaților "Junge Sterne" și recital "Raising Stars" - München (Noiembrie - Decembrie 2002),
- Concertul Aniversar cu ocazia Zilei de Unificare a Germaniei - Remscheid (Octombrie 2002),
- Concertul de închidere al Festivalului Internațional "Constantin Silvestri" - Tg. Mureș (Noiembrie 2001),
- Concertul de închidere al Festivalului Internațional "Tinere Talente" - Ramnicu Vâlcea (Aprilie 1999)

În primăvara anului 2010, Alina Bercu împreună cu violonistul Ilian Garneț au realizat prin casa de discuri Fuga Libera CD-ul “Schubert-Ysaye- Brahms”. Cu acest CD au primit “Golden Label” în Belgia și “Cle d’Or” în Franța 
În prezent este membră a mai multor formații camerale “Piano Doble” (2009), “Duo Enescu” (2010) “Trialogue Musical” (2011) http://trialoguemusical.com/ne/musical/%5Bnefuncțională%5D

## Critică
„În finala concursului tanăra româncă a impresionat prin tușeul de o exceptională gingășie, prin delicatețea sa reținută și prin grația mâinilor sale care în triluri luau forma unor libelule impalpabile.”— Matthieu Chenal/ 12.09.2007/ Concours Clara-Haskil,Vevey